# 스튜디오 사인포스트
주식회사 스튜디오 사인포스트(St.Signpost.CO.,Ltd., 株式会社スタジオ サインポスト)는 일본의 애니메이션 제작사로, 피에로의 자회사다. 이 스튜디오는 일본동화협회의 준회원이다.

## 역사
이 회사는 1959년 쿠사노 케이지가 광고 대행사로 설립했고 1989년 애니메이션 산업에 진출했다. 1993년 스튜디오 키칸(Studio Kikan)이라는 이름을 사용하여 첫 번째 애니메이션 작품인 《모두 착한 아이예요》를 출시했다. 1996년에 이 회사는 성인 애니메이션 제작과 애니메이션 하청에 집중하기 위해 자회사인 암스(Arms)를 설립했다.
이 스튜디오는 2008년에 피에로의 자회사가 되었고 2009년에 이름을 피에로 플러스(Pierrot Plus)로 변경했다. 쿠가노가 회장이 되면서 CEO에서 물러나고 암스의 CEO인 시미즈 오사무로 대체되었다.
2019년 9월 20일 사명을 스튜디오 사인포스트(Studio Signpost)로 변경했다. 피에로에서 애니메이션 프로듀서로 일했던 하기노 켄이 새로운 CEO로 임명되었다. 이 변화와 함께 암스의 웹사이트가 폐쇄되었고 2020년 10월 6일에 해산되었다.

## 작품

### 텔레비전
- 모두 착한 아이예요
- 노래방전사 마이크 지로
- 쏙 빠져들것 같아
- 발견 체험 너무 좋아! 시마지로
- 레터비
- 시마지로 헤소카
- 벨제바브
- 서바게부!
- 영감!
- 귀참
- 불쾌한 모노노케안
- 마법소녀 나
- 심야! 천재 바카본
- 불쾌한 모노노케안 속
- 군청의 마그멜
- 오다 시나몬 노부나가
- 킹덤(제3시리즈)
- 킹덤(제4시리즈)
- 사정을 모르는 전학생이 거침없이 다가온다.
- 킹덤(제5시리즈)
- 아내, 초등학생이 되다.